# Balasjicha
Balasjicha (Russisch: Балашиха; Balasjicha, verouderd: Balasjicha) is een stad in het centrale deel van de Russische oblast Moskou. Het is een centrum voor de textielindustrie en het bestuurlijk centrum van het gemeentelijke district Balasjichinski. Het is een van de snelstgroeiende stedelijke centra van de oblast. Tussen 2002 en 2010 nam het aantal inwoners toe met 45% tot 215.494, waarmee het Podolsk voorbij streefde als grootste stad van de oblast. Bij de volkstelling van 2021 bedroeg het aantal inwoners 520.311.

## Geografie
De stad ligt aan de rivier de Pechorka (zijrivier van de Moskva) op ongeveer 4 kilometer ten oosten van Moskou. De stad telt twee spoorstations; pl. Gorenki en st. Balasjicha; het eindstation van de zijtak vanuit Reoetov). De belangrijkste wegverbindingen van de stad zijn de sjosse Entoeziastov (Gorki-hoofdweg, M-7 of E22) en de Sjtsjolkovskoje sjosse. Ten noorden en oosten van de stad bevinden zich bosgebieden. In het zuidwesten grenst de stad Reoetov aan de stad en in het westen de buitenwijken van Moskou.
Balasjicha is bekend vanwege haar systeem van rivieren en waterwegen. Het riviersysteem van de Pechorka omvat een gebied van 40 kilometer (noord naar zuid) bij 20 kilometer (oost naar west) en omvat vele meertjes en waterbekkens, die ontstonden door afdammingen voor het verkrijgen van elektriciteit door waterkracht voor de katoenfabrieken in de 19e eeuw.

## Geschiedenis

### Naam
De oorsprong van de naam Balasjicha is niet bekend. Het is een ongebruikelijke naam in het Russisch en er bestaan verschillende verklaringen voor de naam. Het woord 'balasj' (балаш) heeft een Tataarse oorsprong en kan worden vertaald als 'herberg', een plaats waar reizigers konden overnachten. Volgens een andere overlevering woonde er een rijke Tataar genaamd Balasj, die een afstammeling zou zijn van Dzjengis Khan of een ander lid van de Gouden Horde.

### Landgoederen
De naam Balasjicha wordt voor het eerst genoemd in de 18e eeuw. In die tijd lagen er verschillende dorpen en landgoederen, zoals Gorenki en Pechra-Jakovlevskoje. Het landgoed Gorenki werd gesticht en tussen 1714 en 1747 bewoond door de familie Dolgoroeki en werd later bewoond door graaf A.G. Roemovski. In de sovjettijd bevond zich er eerst een weeshuis en later een sanatorium. Pechra-Jakovlevskoje was eigendom van de familie Galitzine tussen 1591 en 1828. Er bevidnt zich ook een stenen kerk, gebouwd tussen 1777 en 1782.

### Vladimirski trakt
Balasjicha ligt aan de beroemde Vladimirski trakt, de weg die vanuit Moskou naar het oosten leidt. Langs deze weg werden veroordeelde criminelen naar de dwangarbeidskampen in Siberië gevoerd (de katorga). In de sovjetperiode werd de weg hernoemd tot sjosse Entoeziastov (Gorkovskoje sjosse). De mislukte officierenopstand van 1825 tegen tsaar Nicolaas I (Decembristenopstand) leidde tot de executie van haar leiders en de verbanning van veel adellijken naar Siberië. Aan kinderen werd in de sovjetperiode verteld dat de gevangenen geketend werden afgevoerd over deze weg, gevolgd door hun vrouwen. In werkelijkheid werden de gevangengenomen decembristen via Sint-Petersburg (de toenmalige hoofdstad) weggevoerd door Jaroslavl en niet via Moskou en Balasjicha. Het verhaal was bedacht voor de herdenking van de gebeurtenis 100 jaar later in 1925.

### 19e eeuw
In de 19e eeuw werd Balasjicha een centrum voor de textielindustrie. In 1830 werd de klerenfabriek Balasjicha gebouwd aan de Pechorkarivier, die in 1844 het maken van kleren verwisselde voor het spinnen van katoen. In 1847 werden alle fabrieksgebouwen verwoest door een brand en over de loop van de tijd verrezen er stenen gebouwen; een spinnerij en een klerenfabriek. In 1868 werd de productie van kleren beëindigd. Eind 19e, begin 20e eeuw ontstond een nederzetting rond de fabriek. Eind 19e eeuw kreeg de stad een spoorstation, dat in 1912 Balasjicha werd genoemd.
Door de groei van Balasjicha werden omliggende dorpen zoals Gorenki en Pechra-Jakovlevskoje onderdeel van de plaats. Een ander onderdeel, Saltykovka, is sinds lang bekend om haar aantrekkingskracht op kunstliefhebbers. De beroemde landschapsschilder Isaak Levitan woonde hier in 1879. Leo Tolstoj was een andere veel geziene gast.

### Sovjetperiode
In 1928 kreeg Balasjicha de status van arbeidersnederzetting en in 1939 werden de fabrieks- en stationsnederzetting samengevoegd tot de stad Balasjicha. In 1965 werd Balasjicha het bestuurlijk centrum van het district Balasjichinski.
In de sovjettijd werd Balasjicha een centrum voor de zware industrie met vooral machinebouw. Ook werd er een bontverwerkende fabriek gesticht.
Tijdens de Tweede Wereldoorlog werden veel inwoners uit Balasjicha naar het front gestuurd, waaronder Ivan Fleorov, die een divisie met Katjoesja-raketten leidde en omkwam tijdens de oorlog. Er zijn verschillende monumenten en musea aan hem gewijd. In de sovjetperiode werd een grote legerbasis bij de stad opgericht, waardoor de stad gesloten was voor buitenlanders.
Een aantal van de Russisch-orthodoxe kerken van de stad overleefden de sovjettijd niet. Ook de Alexander Nevski-kathedraal werd opgeblazen in de jaren 60, maar werd na de val van het communisme in 2002 op haar oorspronkelijke locatie herbouwd. In de sovjetperiode werden ook een aantal muziekscholen geopend, waaronder het Sviridov-kunstschool.

### Recente periode
Op 1 juli 2003 werd het zwangerschapscentrum van Balasjicha aangewezen als het Perinatale Centrum van de Oblast Moskou, waar zwangerschappen met hoge risico's voor moeders en ongeboren kinderen worden begeleid en waar zich een onderwijscentrum voor perinatale gezondheid bevindt.
Veel inwoners van Balasjicha werken in Moskou en zorgen voor grote forenzenstromen. Er bevinden zich een aantal levendige markten en winkelcentra in de stad. Sinds de val van de Sovjet-Unie is de stad in rap tempo bezig zich te ontwikkelen.

## Demografie
| 1939   | 1959   | 1970   | 1979    | 1989    | 2002    | 2010    |
| ------ | ------ | ------ | ------- | ------- | ------- | ------- |
| 29.000 | 58.000 | 92.400 | 118.000 | 134.878 | 147.909 | 215.494 |

## Onderwijs
In de stad bevinden zich een Instituut voor Techniek, Technologie en Besturing van de Staats-Technische Universiteit van Saratov en de faculteit voor Machinebouw en Informatica van de Staatsacademie van Moskou.

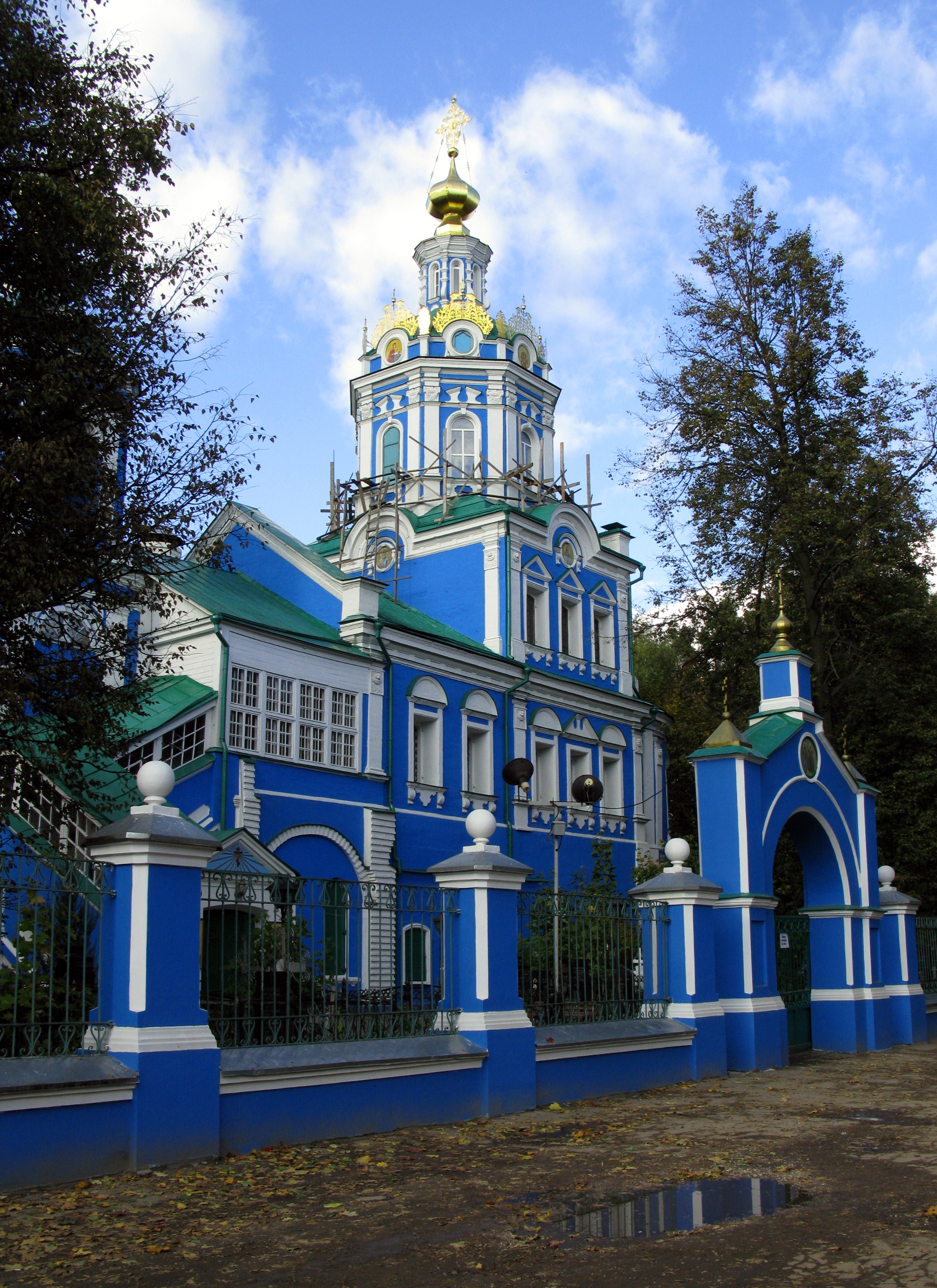
De Kerk van de Aartsengel Michaël in de stad

## Bezienswaardigheden
In de stad bevinden zich een aantal landgoedgebouwen uit het einde van de 18e en het begin van de 19e eeuw, zoals het gebouw van graaf Roemovski op het landgoed Gorenki, waar zich nu een sanatorium bevindt en het voormalige landgoed Pechra-Jakovlevskoje van de familie Golitsyn. Bijzondere gebouwen zijn verder een gevangenis op het landgoed Gorenki, de Pokrovski-kerk (1829) in het dorp Pechra-Pokrovskoje en de Kerk van Geboorte van de Heilige Moeder Gods (1862) in het dorp Nikolskoje-Troebetskoje. Ook bevindt zich er de Transfiguratiekerk en de Alexander Nevskikerk.
In de stad bevindt zich de 460-meter hoge Zendmast Balasjicha (13e Radiocentrum van Moskou). Momenteel wordt er gebouwd aan de Arena Balasjicha, een ijshockeystation met een capaciteit van 7.000 plaatsen, dat de nieuwe thuisbasis van de Russische Superligaclub HK MVD Moskovskaja oblast moet gaan vormen.

## Geboren
- Joeri Ljapkin (1945), ijshockeyer
- Aleksandr Jakoesjev (1947), ijshockeyer
- Max Lykov (1987), professioneel pokerspeler

Aprelevka · Balasjicha · Bronnitsy · Chimki · Chotkovo · Dedovsk · Dmitrov · Doebna · Dolgoproedny · Domodedovo · Drezna · Dzerzjinski · Elektrogorsk · Elektro-oegli · Elektrostal · Frjazino · Golitsyno · Istra · Ivantejevka · Jachroma · Jegorjevsk · Joebilejny · Kasjira · Klimovsk · Klin · Koebinka · Koerovskoje · Kolomna · Koroljov · Kotelniki · Krasnoarmejsk · Krasnogorsk · Krasnozavodsk · Krasnoznamensk · Likino-Doeljovo · Ljoebertsy · Lobnja · Loechovitsy · Losino-Petrovski · Lytkarino · Moskovski · Mytisjtsji · Naro-Fominsk · Noginsk · Odintsovo · Orechovo-Zoejevo · Ozjerelje · Ozjory · Pavlovski Posad · Peresvet · Podolsk · Poesjkino · Poesjtsjino · Protvino · Ramenskoje · Reoetov · Roeza · Rosjal · Sergiev Posad · Serpoechov · Sjatoera · Sjtsjerbinka · Sjtsjolkovo · Solnetsjnogorsk · Staraje Koepavna · Stoepino · Taldom · Troitsk · Tsjechov · Tsjernogolovka · Vereja · Vidnoje · Volokolamsk · Voskresensk · Vysokovsk · Zarajsk · Zjeleznodorozjny · Zjoekovski · Zvenigorod